# Park Narodowy Tinigua
Park Narodowy Tinigua (hiszp. Parque nacional natural Tinigua) – park narodowy w Kolumbii położony w departamencie Meta. Został utworzony 1 września 1989 roku i zajmuje obszar 2137,93 km². W 2005 roku został zakwalifikowany przez BirdLife International jako ostoja ptaków IBA. Od północy i wschodu graniczy z Parkiem Narodowym Sierra de la Macarena. Na zachód od niego znajduje się Park Narodowy Cordillera de los Picachos.

## Opis
Park znajduje się w dorzeczu rzeki Guaviare, między Kordylierą Wschodnią a pasmem górskim Sierra de la Macarena, na wysokościach od 200 do 500 m n.p.m. Jest na pograniczu Andów, Niziny Amazonki i Niziny Orinoko, co powoduje dużą różnorodność fauny i flory. 86 procent powierzchni parku pokrywa wilgotny las równikowy, a 14 procent tropikalny las zalewowy.
Średnia roczna temperatura w parku wynosi +25 °C, a średnie roczne opady 3000 mm.

## Flora
W parku rosną zagrożona wyginięciem (EN) Eschweilera cabrerana, narażona na wyginięcie (VU) Bombacopsis quinata, a także m.in.: Licania lasseri, Eschweilera bracteosa, Trattinnickia rhoifolia, Trattinnickia lawrancei, woniawiec balsamowy, Brosimum utile, Minquartia guianensis, Ocotea cymbarum, Cedrelinga cateniformis, Brosimum alicastrum, Castilla ulei, Astrocaryum chambira, Eugenia stipitata, Triplaris americana, Duroia hirsuta,  Simarouba amara, Cecropia sciadophylla, Cecropia membranacea, Garcinia macrophylla i Garcinia madruno.

## Fauna
Ssaki występujące w parku to zagrożone wyginięciem (EN) czepiak czarci i arirania amazońska, narażone na wyginięcie (VU) wełniak brunatny, titi ozdobny, tapir amerykański i pekari białobrody, a także m.in.: wydrak długoogonowy, jaguar amerykański, puma płowa, pekariowiec obrożny, leniwiec pstry, wyjec rudy, kapucynka czubata, sajmiri wiewiórcza i mulak białoogonowy.
Ptaki to narażone na wyginięcie (VU) ara zielona i kusacz szary, a także m.in.: czubacz kędzierzawy, czubacz białosterny, czubacz rdzawosterny, ara żółtoskrzydła, ara ararauna, ara kasztanowoczelna, barwniczka plamkoskrzydła, gruchacz siwoskrzydły, ibis szkarłatny, grzywoszyjka amazońska, rudokurka ciemna, sokół rudogardły, grdacz soplowaty, arasari brązowouchy i białobrzuszka czarnogłowa.
Gady zarejestrowane w parku to krytycznie zagrożony wyginięciem (CR) krokodyl orinokański, narażone na wyginięcie (VU) żabuti leśny i Podocnemis unifilis, a także m.in.: anakonda zielona, boa dusiciel, kajman okularowy, kajman karłowaty, kajman Schneidera i mułowiec skorpionowy.